# (2167) Erin
(2167) Erin (1971 LA) – planetoida z pasa głównego asteroid okrążająca Słońce w ciągu 4,06 lat w średniej odległości 2,54 au. Odkryta 1 czerwca 1971 roku.